# Інститут наукової інформації
Інститут наукової інформації (англ. Institute for Scientific Information, ISI) —
комерційна організація, що займається питаннями складанням бібліографічних баз даних наукових публікацій, їх індексуванням і визначенням індексу цитування, імпакт-фактора й інших статистичних показників наукових праць. Утворена в 1960 році Юджином Гарфілдом на основі створеної раніше компанії Eugene Garfield Associates Inc..
Основним продуктом компанії з 1961 року є індекс цитування Science Citation Index (SCI), що охоплював спочатку близько 600 наукових журналів. Пізніше чисельність індексованих видань зросла до 16521 у 2010 році. Крім цього щорічно компанія публікує звіт Journal Scitation Report, у якому наводяться імпакт-фактори всіх журналів, що індексуються інститутом. Також щорічно публікується список найбільше цитованих вчених, на основі якого, зокрема, складається Академічний рейтинг університетів світу.